# Les cinq cents millions de la Bégum
Os Quinhentos Milhões da Begun (no original, Les cinq cents millions de la Bégum) é um romance de Júlio Verne publicado em 1879. Júlio Verne nesta obra demonstra a sua preocupação sobre a ciência nas mãos certas ou erradas, retratando duas personagem de grandes conhecimentos científicos com fundos ilimitados, mas com duas visões bastante diferentes para a sua aplicação.
Nas páginas deste livro ele cria os tijolos chamados "blocos de 8 furos" (nome popular) quando explica como serão as paredes das casas na "Cidade da França".
A descrição da cidade é muito atual: casas com jardins, recuo de 10m. da rua,  cercas baixas, escolas para crianças a partir de 4 anos.
O professor Sarasin realiza uma reunião virtual usando aparelhos conectados nas casas.
Na fuga sa Cidade do Aço,  o personagem Marcelo Bruckmann, durante um incêndio usa um tubo de oxigênio semelhante aos atuais, respirando por um clip instalado no nariz.

## Enredo
Os Quinhentos Milhões da Begun, conta a história de uma herança de quinhentos milhões de francos franceses, que na época correspondia a uma quantia inimaginável onde eram raros os possuidores de uma fortuna de tais dimensões, que fora herdada, em partes iguais, pelo doutor Sarrasin, de nacionalidade francesa, e pelo professor Schultze, de nacionalidade alemã. Este último nutria um grande ódio pela França e pela raça latina.
O doutor Sarrasin era um médico visionário, que depois de ter ganho tal fortuna decidiu fundar uma cidade modelo onde a higiene e a educação seriam as bases dessa sociedade, tendo como nome France-Ville e situada nos Estados Unidos (43° 11′ N, 124° 41′ O). Por sua vez o professor Schultze ao tomar conhecimento de tal empreendimento ameaçou o projecto do doutor e construiu uma cidade a 10 léguas de France-Ville a que deu o nome de Stahlstadt, era na realidade uma fabrica do tamanho de uma cidade que extraia ferro e construía todo o tipo de máquinas em que a sua especialidade era na balística, eram famosos pela construção das maiores maquinas de guerra.
Marcelo Bruckmann era um grande amigo da família Sarrasin e fora educado no seio desta como se fosse um filho conjuntamente com os filhos de Sarrasin, Otávio e Joana. Formara-se engenheiro e infiltrou-se em Stahlstadt, na tentativa de descobrir os planos do professor Schultze contra France-Ville.
O sistema administrativo de Stahlstadt era todo ele centralizado no professor Schultze e a única maneira de conseguir as informações necessárias era chegando ao professor, Marcelo teve de subir no seu cargo até chegar a homem de confiança do professor, o que depois de muitos meses de trabalho e demonstração do seu potencial intelectual conseguiu chegar ao topo. De tal maneira que que o professor Schultze mostrou-lhe o seu canhão monstruoso que tinha como intuito atingir France-Ville a uma distância de 10 léguas, ou seja, a partir de Stahlstadt.
Marcelo aterrorizado com tal descoberta engendrou um plano de fuga, pois tinha de avisar a sua cidade do perigo que corria e também porque ia ser executado, pois o professor não podia deixar que ninguém soubesse dos seus planos, com receio da fuga de informação. Mas Marcelo conseguiu sair da cidade e avisar France-Ville do perigo.
Toda a cidade se preparou para o ataque, e quando se deu o disparo foi de tal ordem que o projéctil saiu da atmosfera terrestre e entrou em órbita. O que Marcelo tinha previsto umas horas antes do ataque, pelos seus cálculos. Isto deu a France-Ville a oportunidade de construir uma defesa sólida para o próximo ataque.
Mas passados uns meses nada de ataque e começou a surgir a especulação de que o professor Schultze tinha desaparecido o que criou uma grande instabilidade na bolsa de São Francisco, pois todo o sistema de Stahlstadt era centralizado no professor e caso ele desaparece-se a cidade "desaparecia" também. Marcelo e Otávio foram a Stahlstadt, que já se tornara uma cidade fantasma devido ao não pagamento dos trabalhadores, tentar descobrir o que se passava com o professor Schultze, depois de muito procurarem descobriram que o professor tinha morrido congelado num acidente quando desenvolvia uma nova arma baseada em gás carbónico, num laboratório secreto. Dai ninguém saber do paradeiro do professor.
Os dois voltaram para France-Ville com a boa nova, e como o doutor Sarrasin era o herdeiro de Stahlstadt voltou a activar a fabrica em proveito de France-Ville. Acabando Marcelo por casar com Joana e pertencendo assim oficialmente à família Sarrasin.
1. ↑  Verne, Julio. Os Quinhentos Milhões da Begun. [S.l.]: EDICO Editora de Comunicação sa